# Pavel Janata
Pavel Janata (* 18. července 1960 Třebíč) je člen městského zastupitelstva města Třebíče. Mezi lety 1980 a 1984 vystudoval technickou kybernetiku na elektrotechnické fakultě Vysokého učení technického v Brně. Po studiu nastoupil do firmy Kancelářské stroje Brno jako technik výpočetních systémů. Od roku 1990 do roku 1994 byl zaměstnaný jako tajemník třebíčského městského úřadu.
V roce 1986 vstoupil do KDU-ČSL, od roku 1994 do roku 1998 byl místostarostou Třebíče, poté do roku 2000 starostou Třebíče. Od roku 2000 do 2006 byl i senátorem. Byl místopředsedou ústavně-právního výboru senátu ČR. V senátních volbách v roce 2006 mandát neobhájil. V roce 2011 byl zvolen starostou Orla. Posléze byl tajemníkem městského úřadu v Náměšti nad Oslavou.
Od roku 1984 je ženatý a má šest dětí.
Ve volbách do místních zastupitelstev v roce 2014 opět kandidoval za KDU-ČSL do třebíčského zastupitelstva, kdy získal mandát zastupitele a dle vyjádření by se měl stát znovu starostou města Třebíče. Tím se stal na ustavujícím zastupitelstvu 20. listopadu 2014. Funkci zastával do listopadu 2018, kdy jej v křesle starosty města Třebíč vystřídal Pavel Pacal a stal se místostarostou. Po volbách v roce 2022 byl opět zvolen do zastupitelstva města Třebíče a opět byl zvolen místostarostou.